# باشگاه فوتبال ستاره مورن-آه-لو
ستاره مورن-آه-لو یک باشگاه فوتبال حرفه‌ای از گوادلوپ است که در شهر مورن-آه-لو واقع شده است. آنها در دسته اول گوادلوپ بازی می‌کنند.

## افتخارات
- مسابقات ملی گوادلوپ: ۹ قهرمانی
- جام حذفی گوادلوپ: ۵ قهرمانی
- جام دی‌اوام: ۱ قهرمانی